# تئاتر آپولو ویکتوریا
تئاتر آپولو ویکتوریا (انگلیسی: Apollo Victoria Theatre) یک سالن نمایش در لندن، انگلستان است.
این سالن تئاتر که در خیابان ویلتون قرار دارد در سال ۱۹۰۵ میلادی تأسیس شده و جزئی از تئاتر وست اند محسوب می‌شود. تئاتر آپولو ویکتوریا دارای ۲٬۳۲۸ نفر ظرفیت می‌باشد.